# Amieva (parroquia)
Amieva es una parroquia del concejo asturiano homónimo. 
Tiene un total de 74 habitantes y ocupa unos 50 km².[cita requerida]

## Entidades de población
La parroquia está formada por las siguientes localidades:
- Amieva
- El Restaño (El Restañu)
- El Siete